# Wapen van Hilversum

Het wapen van Hilversum

Het Wapen van Hilversum is het officiële gemeentewapen van de stad Hilversum in de Nederlandse provincie Noord-Holland. Het wapen toont vier boekweitkorrels en stamt waarschijnlijk uit de 16e eeuw. Op 22 oktober 1817 is het wapen door de Hoge Raad van Adel bevestigd en uitgevoerd in de rijkskleuren goud op azuur. Een variatie op het wapen wordt als logo van de gemeente gebruikt. Het wapen van Bussum is identiek maar met vijf boekweitkorrels.

## Blazoen
De beschrijving van het wapen luidt:
Zijnde van lazuur beladen met 4 boekweitkorrels van goud, gekeerd naar de 4 hoeken van het schild.
De heraldische kleuren zijn azuur of lazuur (blauw) en goud (geel). De officiële afbeelding in het wapenregister van de Hoge Raad van Adel laat in tegenstelling tot de beschrijving vier gekartelde bladeren zien in plaats van boekweitkorrels. Deze foutieve afbeelding is later opgemerkt en op 12 maart 1991 is een nieuw diploma met de juiste afbeelding aan de gemeente verstrekt. 
Volgens de wapenbeschrijving zijn de boekweitkorrels gekeerd naar de vier hoeken van het schild. Deze beschrijving lijkt te zeggen dat de boekweitkorrels naar buiten wijzen. In de praktijk zijn de korrels geplaatst op twee kruislingse assen vanaf de schildhoeken maar met de meest puntige zijde altijd naar het midden van het schild gekeerd. De beschrijving van het haast identieke wapen van Bussum is duidelijker; hierin staat dat de boekweitkorrels schuinkruiselings gerangschikt zijn met de uiteinden naar het schildhart.
De manier waarop de boekweitkorrels worden afgebeeld varieert sterk per afbeelding, van zeer decoratief tot heel schematisch, soms ronder soms driehoekig, ruitvormig, amandelvormig of druppelvormig. 

## Geschiedenis
Over de exacte ouderdom van het wapen is niet veel bekend, maar ouder dan de 16e eeuw is niet waarschijnlijk. De boekweitkorrels verwijzen namelijk naar de boekweitteelt die vanaf de zestiende eeuw een belangrijke voedingsbron voor de plaatselijke bevolking vormde. Boekweit gedijt namelijk heel goed op schapenmest. En schapenmest was in grote hoeveelheden aanwezig, vanwege de talloze kuddes schapen die ronddwaalden op de uitgestrekte heidevelden rond Hilversum. Toen in de 20e eeuw de schapenmest echter overal werd vervangen door kunstmest, werd de boekweitbouw steeds minder rendabel. Uiteindelijk is het helemaal verdwenen.
De oudste nog bestaande afbeelding van het wapen met de korrels is een ingemetselde steen in de zogenaamde Stenenbrug uit 1699 ter plaatse. Op deze steen is het schild gedekt met een kroon van 3 bladeren en 2 parels en vertoont het 4 korrels.
Een andere bron uit dezelfde tijd, het wapenboek van Gerrit Schoemaker in Utrecht (1692-1732) vermeldt dat het wapen bestaat uit rode korrels op een gouden schild. Op 2 etsen uit de 18e eeuw worden 3 boekweitkorrels afgebeeld, later is dit echter weer 4 geworden, zoals bij de Nederlandsche Stads- en dorpsbeschrijver. In deze laatste wordt het wapen ook beschreven als in groen met 4 boekweitkorrels.
De gemeente vroeg in 1815 het wapen aan met een groene ondergrond en gedekt door een kroon met 3 bladeren en 2 parels, de Hoge Raad van Adel verleende het schild echter in blauw en zonder kroon. De reden daarvan is niet bekend.
In 1970 stelde de Stichting van Banistiek en Heraldiek voor om het wapen te vervangen door iets anders. Men vond het gemeentewapen van Hilversum "vrij simpel en weinig zeggend". De voorzitter van deze stichting diende bij de Hoge Raad van Adel een voorstel in voor een ander wapen, dat "meer representatief" zou zijn. Het nieuwe voorstel was "In goud 4 boekweitkorrels van keel, gekeerd naar de hoeken van het veld. Het schild gelegd op een dubbelkoppige adelaar van zilver, getongd en genageld van keel (rood)." Het voorstel werd niet overgenomen, de Hoge Raad van Adel zag de adelaar, symbool van Gooiland en Naarden, niet zitten. Er was onvoldoende historische verklaring voor. Maar het liet de gemeente weten dat een kroon en eventueel de kleurverandering wel mogelijk waren. De gemeente was echter op de adelaar gesteld en liet de verdere procedure achterwege.

## Verwante wapens
Bussum voerde een zeer vergelijkbaar wapen met daarin vijf boekweitkorrels. 

Het wapen van Bussum